# Alocasia flemingiana
Alocasia flemingiana là một loài thực vật có hoa trong họ Ráy (Araceae). Loài này được Yuzammi & A.Hay mô tả khoa học đầu tiên năm 1998.